# Centre hospitalier intercommunal de Poissy-Saint-Germain-en-Laye
El Centre hospitalier intercommunal de Poissy-Saint-Germain-en-Laye és un hospital docent de Poissy i Saint-Germain-en-Laye. Va ser creat el 1997. És un hospital docent de la Universitat de Versalles Saint-Quentin-en-Yvelines.